# Бокий Іван Сидорович
Іва́н Си́дорович Бо́кий  (нар. 20 лютого 1942, село Пронозівка, Глобинський район, Полтавська область — 24 березня 2020) — український політик, народний депутат України III, IV і V скликань Верховної Ради України від Соціалістичної партії; шеф-редактор газети «Селянська правда від Івана Бокого»; член Політради СПУ.

## Біографія
Українець; дочка Леся — філолог, журналіст. Помер Іван Бокий 24 березня 2020 року. Прощання відбулось 26 березня 2020 року в селі Проців Бориспільського району Київської області.

### Освіта
Київський університет імені Тараса Шевченка, факультет журналістики (1962–1968), журналіст.

### Кар'єра
- Березень 1960 — травень 1962 — літпрацівник редакції газети «Соціалістична Градижчина», Полтавська область.
- Травень 1962 — січень 1974 — завідувач відділу, заступник редактора газети «Зоря комунізму» (місто Глобине Полтавської області).
- Січень 1974 — березень 1982 — редактор газети «Комсомолець Полтавщини».
- Березень 1982 — червень 1987 — редактор газети «Молодь України».
- Червень 1987 — квітень 1998 — заступник головного редактора редакції газети «Сільські вісті».

Член Національної спілки журналістів України.

## Політична діяльність
Народний депутат України 3-го скликання з березня 1998 до квітня 2002 від СПУ-СелПУ, № 5 в списку. На час виборів: заступник головного редактора газети «Сільські вісті». Член фракції СПУ і СелПУ («Лівий центр») (з травня 1998, пізніше — фракція СПУ). Член Комітету у закордонних справах і зв'язках з СНД (з липня 1998).
Народний депутат України 4-го скликання з квітня 2002 до квітня 2006 від СПУ, № 2 в списку. На час виборів: народний депутат України, член СПУ. Уповноважений представник фракції СПУ (з травня 2002). Член Комітету з питань європейської інтеграції (з червня 2002).
Народний депутат України 5-го скликання з квітня 2006 до листопада 2007 від СПУ, № 7 в списку. На час виборів: народний депутат України, член СПУ. Член фракції СПУ (з квітня 2006), заступник голови (з липня 2006), голова (з грудня 2006). Перший заступник голови Комітету з питань європейської інтеграції (з липня 2006). Голова постійної делегації Верховної Ради України при Парламентській асамблеї Чорноморського економічного співробітництва (з вересня 2006).
Вересень 2007 — кандидат в народні депутати України від СПУ, № 7 в списку. На час виборів: народний депутат України, член СПУ.
Голова Партії соціального захисту інтересів селян України (червень 2001 — січень 2002), член Політвиконкому СПУ.

## Державні нагороди
Заслужений працівник культури України (1980). Медалі «За трудову доблесть» (1976), «1500-річчя Києва» (1982), «Ветеран праці» (1985). Орден Миколи Чудотворця «За примноження добра на Землі» (1997). Лауреат Міжнародної української премії імені Григорія Сковороди (1994), премії Київської СЖУ «Незалежність» (1994), Республіканської премії імені Ярослава Галана (1986). Журналіст року (1994). Відмінник преси СРСР (1982). Орден князя Ярослава Мудрого V ступеня (березень 2005).

## Творча діяльність
Автор книги нарисів «Ветвь пушкинского рода» (1982, 1986), циклів есеїв «Поговоримо, друже» (1985), «При світлі дня» (1988), альбомів: «Полтавський краєзнавчий музей» (1979), «Полтава» (1980), «Полтавщина» (1985), статей і літературних розвідок про творчість Олеся Гончара, Бориса Олійника, Ліни Костенко, Олександра Білаша, Олексія Коломійця та інших.

## Інше
Захоплення: книги, відеознімання, пісні, поезія.